# 2121 Sevastopol
2121 Sevastopol (1971 ME) là một tiểu hành tinh vành đai chính được phát hiện ngày 27 tháng 6 năm 1971 bởi T. Smirnova ở Nauchnyj.